# Kumpulrejo (Grabag)
Kumpulrejo is een bestuurslaag in het regentschap Purworejo van de provincie Midden-Java, Indonesië. Kumpulrejo telt 1000 inwoners (volkstelling 2010).